# Francie na Zimních olympijských hrách 1968
Francii na Zimních olympijských hrách v roce 1968 reprezentovala výprava 75 sportovců (64 mužů a 11 žen) ve 10 sportech.

## Medailisté
| Medaile | Jméno                 | Sport           | Soutěž           |
| ------- | --------------------- | --------------- | ---------------- |
| Zlato   | Jean-Claude Killy     | Alpské lyžování | Muži sjezd       |
| Zlato   | Jean-Claude Killy     | Alpské lyžování | Muži obří slalom |
| Zlato   | Jean-Claude Killy     | Alpské lyžování | Muži slalom      |
| Zlato   | Marielle Goitschelová | Alpské lyžování | Ženy slalom      |
| Stříbro | Guy Périllat          | Alpské lyžování | Muži sjezd       |
| Stříbro | Isabelle Mir          | Alpské lyžování | Ženy sjezd       |
| Stříbro | Annie Famose          | Alpské lyžování | Ženy obří slalom |
| Bronz   | Annie Famose          | Alpské lyžování | Ženy slalom      |
| Bronz   | Patrick Pera          | Krasobruslení   | Muži jednotlivci |